# 1892年
1892年（1892 ねん）は、西暦（グレゴリオ暦）による、金曜日から始まる閏年。明治25年。

## 他の紀年法
- 干支：壬辰
- 日本（月日は一致）
  - 明治25年
  - 皇紀2552年
- 清：光緒17年12月2日 - 光緒18年11月13日
- 朝鮮
  - 李氏朝鮮・高宗29年
  - 開国501年
  - 檀紀4225年
- 阮朝（ベトナム）：成泰3年12月2日 - 成泰4年11月13日
- 仏滅紀元：2434年 - 2435年
- イスラム暦：1309年5月30日 - 1310年6月11日
- ユダヤ暦：5652年4月1日 - 5653年4月12日
- 修正ユリウス日(MJD)：12098 - 12463
- リリウス日(LD)：112939 - 113304

※檀紀は、大韓民国で1948年に法的根拠を与えられたが、1962年からは公式な場では使用されていない。

## カレンダー
| 1月 |    |    |    |    |    |    |
| 日  | 月 | 火 | 水 | 木 | 金 | 土 |
|     |    |    |    |    | 1  | 2  |
| 3   | 4  | 5  | 6  | 7  | 8  | 9  |
| 10  | 11 | 12 | 13 | 14 | 15 | 16 |
| 17  | 18 | 19 | 20 | 21 | 22 | 23 |
| 24  | 25 | 26 | 27 | 28 | 29 | 30 |
| 31  |    |    |    |    |    |    |
|     |    |    |    |    |    |    |

| 2月 |    |    |    |    |    |    |
| 日  | 月 | 火 | 水 | 木 | 金 | 土 |
|     | 1  | 2  | 3  | 4  | 5  | 6  |
| 7   | 8  | 9  | 10 | 11 | 12 | 13 |
| 14  | 15 | 16 | 17 | 18 | 19 | 20 |
| 21  | 22 | 23 | 24 | 25 | 26 | 27 |
| 28  | 29 |    |    |    |    |    |
|     |    |    |    |    |    |    |

| 3月 |    |    |    |    |    |    |
| 日  | 月 | 火 | 水 | 木 | 金 | 土 |
|     |    | 1  | 2  | 3  | 4  | 5  |
| 6   | 7  | 8  | 9  | 10 | 11 | 12 |
| 13  | 14 | 15 | 16 | 17 | 18 | 19 |
| 20  | 21 | 22 | 23 | 24 | 25 | 26 |
| 27  | 28 | 29 | 30 | 31 |    |    |
|     |    |    |    |    |    |    |

| 4月 |    |    |    |    |    |    |
| 日  | 月 | 火 | 水 | 木 | 金 | 土 |
|     |    |    |    |    | 1  | 2  |
| 3   | 4  | 5  | 6  | 7  | 8  | 9  |
| 10  | 11 | 12 | 13 | 14 | 15 | 16 |
| 17  | 18 | 19 | 20 | 21 | 22 | 23 |
| 24  | 25 | 26 | 27 | 28 | 29 | 30 |
|     |    |    |    |    |    |    |

| 5月 |    |    |    |    |    |    |
| 日  | 月 | 火 | 水 | 木 | 金 | 土 |
| 1   | 2  | 3  | 4  | 5  | 6  | 7  |
| 8   | 9  | 10 | 11 | 12 | 13 | 14 |
| 15  | 16 | 17 | 18 | 19 | 20 | 21 |
| 22  | 23 | 24 | 25 | 26 | 27 | 28 |
| 29  | 30 | 31 |    |    |    |    |
|     |    |    |    |    |    |    |

| 6月 |    |    |    |    |    |    |
| 日  | 月 | 火 | 水 | 木 | 金 | 土 |
|     |    |    | 1  | 2  | 3  | 4  |
| 5   | 6  | 7  | 8  | 9  | 10 | 11 |
| 12  | 13 | 14 | 15 | 16 | 17 | 18 |
| 19  | 20 | 21 | 22 | 23 | 24 | 25 |
| 26  | 27 | 28 | 29 | 30 |    |    |
|     |    |    |    |    |    |    |

| 7月 |    |    |    |    |    |    |
| 日  | 月 | 火 | 水 | 木 | 金 | 土 |
|     |    |    |    |    | 1  | 2  |
| 3   | 4  | 5  | 6  | 7  | 8  | 9  |
| 10  | 11 | 12 | 13 | 14 | 15 | 16 |
| 17  | 18 | 19 | 20 | 21 | 22 | 23 |
| 24  | 25 | 26 | 27 | 28 | 29 | 30 |
| 31  |    |    |    |    |    |    |
|     |    |    |    |    |    |    |

| 8月 |    |    |    |    |    |    |
| 日  | 月 | 火 | 水 | 木 | 金 | 土 |
|     | 1  | 2  | 3  | 4  | 5  | 6  |
| 7   | 8  | 9  | 10 | 11 | 12 | 13 |
| 14  | 15 | 16 | 17 | 18 | 19 | 20 |
| 21  | 22 | 23 | 24 | 25 | 26 | 27 |
| 28  | 29 | 30 | 31 |    |    |    |
|     |    |    |    |    |    |    |

| 9月 |    |    |    |    |    |    |
| 日  | 月 | 火 | 水 | 木 | 金 | 土 |
|     |    |    |    | 1  | 2  | 3  |
| 4   | 5  | 6  | 7  | 8  | 9  | 10 |
| 11  | 12 | 13 | 14 | 15 | 16 | 17 |
| 18  | 19 | 20 | 21 | 22 | 23 | 24 |
| 25  | 26 | 27 | 28 | 29 | 30 |    |
|     |    |    |    |    |    |    |

| 10月 |    |    |    |    |    |    |
| 日   | 月 | 火 | 水 | 木 | 金 | 土 |
|      |    |    |    |    |    | 1  |
| 2    | 3  | 4  | 5  | 6  | 7  | 8  |
| 9    | 10 | 11 | 12 | 13 | 14 | 15 |
| 16   | 17 | 18 | 19 | 20 | 21 | 22 |
| 23   | 24 | 25 | 26 | 27 | 28 | 29 |
| 30   | 31 |    |    |    |    |    |
|      |    |    |    |    |    |    |

| 11月 |    |    |    |    |    |    |
| 日   | 月 | 火 | 水 | 木 | 金 | 土 |
|      |    | 1  | 2  | 3  | 4  | 5  |
| 6    | 7  | 8  | 9  | 10 | 11 | 12 |
| 13   | 14 | 15 | 16 | 17 | 18 | 19 |
| 20   | 21 | 22 | 23 | 24 | 25 | 26 |
| 27   | 28 | 29 | 30 |    |    |    |
|      |    |    |    |    |    |    |

| 12月 |    |    |    |    |    |    |
| 日   | 月 | 火 | 水 | 木 | 金 | 土 |
|      |    |    |    | 1  | 2  | 3  |
| 4    | 5  | 6  | 7  | 8  | 9  | 10 |
| 11   | 12 | 13 | 14 | 15 | 16 | 17 |
| 18   | 19 | 20 | 21 | 22 | 23 | 24 |
| 25   | 26 | 27 | 28 | 29 | 30 | 31 |
|      |    |    |    |    |    |    |

## できごと

### 1月
- 1月5日 - オーロラの写真撮影に成功
- 1月25日 - 大林店（のちの大林組）創立
- 1月28日 - 予戒令公布
- 1月29日 - コカ・コーラ社創立

### 2月
- 2月12日 - 民党と吏党の対立が激化し、選挙の応援演説のため兵庫県神戸市三宮を訪れた板垣退助を拳銃で狙撃しようとする「明治25年板垣退助暗殺未遂事件」が起きた[1]。

- 2月15日 - 第2回衆議院議員総選挙（品川弥二郎内相の選挙干渉が問題化）
- 2月22日 - オスカー・ワイルド「ウィンダミア婦人の扇」初演

### 3月
- 3月4日 - 久米邦武が筆禍により帝大教授職を非職となる
- 3月11日 - 品川弥二郎内相が引責辞任

### 4月
- 4月10日 - 神田で大火（焼失4029戸・死者24名）[2]
- 4月15日 - ゼネラル・エレクトリック社設立（エジソン・ゼネラル・エレクトリックとトムソン・ヒューストン・エレクトリックが合併）

### 5月
- 5月2日 - 第3特別議会召集
- 5月20日 - グレート・ウェスタン鉄道が広軌上のものとしては最後の運行を行う。
- 5月21日 - ルッジェーロ・レオンカヴァッロ歌劇「道化師」初演（ミラノ）
- 5月22日 - 歯磨きチューブが発明される(Washington Sheffield)
- 5月28日 - 自然保護団体シエラクラブ設立
- アサヒビール発売（大阪麦酒会社）

### 6月
- 6月7日 - 野球の代打が初めて行われる（前年に制定）
- 6月17日
  - 日本赤十字社病院新築開院式
  - スイスでブリエンツ・ロートホルン鉄道開通
- 6月18日 - ハワイ王国でマカダミアナッツ栽培開始（原産はオーストラリア）
- 6月21日 - 鉄道敷設法公布

### 7月
- 7月23日 - 四国に台風が上陸。この前後の集中豪雨により、徳島県では保瀬の大崩落が発生したほか、徳島市で高潮災害が発生して市内の8割が浸水。奈良県では十津川大水害が発生した[3]。。
- 7月30日 - 第1次松方内閣総辞職

### 8月
- 8月8日 - 第2次伊藤内閣成立
- 8月15日 - 英国で第4次グラッドストン内閣成立
- 8月24日 - グディソン・パーク開場
- 8月27日 - メトロポリタン歌劇場火災

### 9月
- 9月7日 - 現行のボクシングの基礎となるクインズベリー・ルールを適用した初のボクシング公式試合が開催。
- 9月13日 - 英アームストン曲馬団(Harmston's circus)が来日興行開始
- 9月26日 - スーザ吹奏楽団第1回公演

### 10月
- 10月1日 - シカゴ大学開校（設立は1890年）
- 10月8日 - ラフマニノフ前奏曲嬰ハ短調初演（モスクワ）
- 10月12日 - 米国で忠誠の誓いの暗誦が初めて行われる
- 10月21日 - ヘボン博士夫妻帰国（在日33年）

### 11月
- 11月1日 - 萬朝報創刊（黒岩涙香）
- 11月6日 - ホームズ彗星が発見される
- 11月8日 - 米国大統領選挙でグロバー・クリーブランドが勝利（返り咲き）
- 11月12日 - 市村座（下谷）開場式
- 11月23日 - ピエール・ド・クーベルタンがオリンピックを提唱
- 11月25日 - 第4議会召集
- 11月30日
  - 伝染病研究所設立（北里柴三郎・福澤諭吉）
  - 軍艦「千島」が英商船と衝突・沈没（死者74名）（千島艦事件）[4]

### 12月
- 12月9日 - 東京湾北部でM6.2クラスの地震発生
- 12月15日 - 『史学会雑誌』創刊
- 12月18日
  - チャイコフスキーバレエ「くるみ割り人形」初演（マリインスキー劇場）
  - ブルックナー交響曲第8番初演（ウィーン楽友協会）
- 12月27日 - セント・ジョン・ザ・ディヴァイン大聖堂起工

## 芸術・文化

### 1892年の宗教
- 2月3日、出口なおに艮の金神が帰神（大本教）

## 誕生
- 1月3日 - J・R・R・トールキン、小説家（+ 1973年）
- 1月8日 - 堀口大学、詩人・フランス文学者（+ 1981年）
- 1月14日 - マルティン・ニーメラー、ルター派牧師・神学者（+ 1984年）
- 1月15日 - 西條八十、詩人、仏文学者（+ 1970年）
- 1月28日 - エルンスト・ルビッチ、ドイツ出身の映画監督（+ 1947年）
- 1月31日 - 尾崎喜八、詩人・随筆家（+ 1984年）
- 2月1日 - 子母沢寛、小説家（+ 1968年）
- 2月5日 - 栃木山守也、大相撲第27代横綱（+ 1959年）
- 2月6日 - 上田穣、天文学者（+ 1976年）
- 2月7日 - ヤン・スメテルリン、ピアニスト（+ 1967年）
- 2月15日 - ジェームズ・フォレスタル、初代アメリカ合衆国国防長官（+ 1949年）
- 2月22日 - 本告辰二、大陸浪人（+ 1916年）
- 2月23日 - アグネス・スメドレー、ジャーナリスト（+ 1950年）
- 2月25日 - 加藤勘十、政治家・労働運動家（+ 1978年）
- 2月27日 - 佐伯達夫、野球選手・第3代日本高等学校野球連盟会長（+ 1980年）
- 2月28日 - 福田平八郎、日本画家（+ 1974年）
- 2月29日 - 岸本水府、川柳作家（+ 1965年）
- 3月1日 - 芥川龍之介、小説家（+ 1927年）
- 3月2日 - 杉野芳子、ファッションデザイナー・教育者（+ 1978年）
- 3月2日 - ニコライ・ネフスキー、言語学者・民俗学者（+ 1937年）
- 3月30日 - 野坂参三、日本共産党の指導者（+ 1993年）
- 3月30日 - フォルトゥナート・デペーロ、画家・デザイナー・彫刻家（+ 1960年）
- 4月1日 - 大ノ里萬助、大相撲力士（+ 1938年）
- 4月9日 - 佐藤春夫、小説家・詩人（+ 1964年）
- 4月12日 - ヘンリー・ダーガー、『非現実の王国で』の作者（+ 1973年）
- 5月3日 - ジョージ・パジェット・トムソン、物理学者（+ 1975年）
- 5月7日 - ヨシップ・ブロズ・チトー、ユーゴスラビア大統領（+ 1980年）
- 5月9日 - ツィタ・フォン・ブルボン＝パルマ、オーストリア＝ハンガリー帝国皇帝カール1世の皇后（+ 1989年）
- 5月10日 - 山口青邨、俳人（+ 1988年）
- 5月27日 - 澤田正二郎、舞台俳優（+ 1929年）
- 6月23日 - ミェチスワフ・ホルショフスキ、ピアニスト（+ 1993年）
- 6月26日 - パール・バック、小説家（+ 1973年）
- 6月27日 - 木内克、彫刻家（+ 1977年）
- 7月12日 - ブルーノ・シュルツ、小説家・画家（+ 1942年）
- 7月15日 - ヴァルター・ベンヤミン、文芸評論家・文化史家（+ 1940年）
- 7月23日 - ハイレ・セラシエ1世、エチオピア帝国最後の皇帝（+ 1975年）
- 8月1日 - 成田きん、きんさんぎんさんの姉（+ 2000年）
- 8月1日 - 蟹江ぎん、きんさんぎんさんの妹（+ 2001年）
- 8月6日 - フート・ギブソン、俳優（+ 1962年）
- 8月11日 - 吉川英治、小説家（+ 1962年）
- 8月12日 - レイ・シャーク、メジャーリーガー（+ 1970年）
- 8月14日 - カイホスルー・シャプルジ・ソラブジ、作曲家・ピアニスト・評論家（+ 1988年）
- 8月15日 - ルイ・ド・ブロイ、物理学者（+ 1987年）
- 8月17日 - 山口多聞、海軍軍人（+ 1942年）
- 8月28日 - 藤森成吉、小説家・劇作家（+ 1977年）
- 9月4日 - ヘルムート・プレスナー、哲学者・社会学者（+ 1985年）
- 9月5日 - ヨゼフ・シゲティ、ヴァイオリニスト（+ 1973年）
- 9月6日 - エドワード・アップルトン、物理学者（+ 1965年）
- 9月8日 - ハインリッヒス・スクーヤ、藻類学者・植物学者（+ 1972年）
- 9月11日 - ピント・コルヴィグ、俳優・声優・アニメーター・漫画家（+ 1967年）
- 9月11日 - 千賀康治、政治家（+ 1956年）
- 9月28日 - エルマー・ライス、脚本家（+ 1967年）
- 10月3日 - モーリス・マレシャル、チェリスト（+ 1964年）
- 10月5日 - 渋沢秀雄、実業家・随筆家（+ 1984年）
- 10月9日 - 水原秋桜子、俳人・医学博士（+ 1981年）
- 10月17日 - ハーバート・ハウエルズ、作曲家（+ 1983年）
- 10月19日 - イルマリ・ハンニカイネン、作曲家・ピアニスト（+ 1955年）
- 10月21日 - リディア・ロポコワ、バレエダンサー（+ 1981年）
- 10月23日 - ガンモ・マルクス、マルクス兄弟の四男（+ 1977年）
- 10月24日 - マリウス・カサドシュ、ヴァイオリニスト・作曲家（+ 1981年）
- 10月31日 - アレクサンドル・アレヒン、チェス選手（+ 1946年）
- 11月3日 - 8代目桂文楽、落語家（+ 1971年）
- 11月8日 - 平林初之輔、作家・文芸評論家（+ 1931年）
- 11月16日 - 郭沫若、政治家・文学者（+ 1978年）
- 11月19日 - エベレット・スコット、メジャーリーガー（+ 1960年）
- 11月20日 - 末川博、民法学者（+ 1977年）
- 11月25日 - 中澤不二雄、元野球選手（+ 1965年）
- 12月4日 - フランシスコ・フランコ・バーモンデ、スペインの軍人・政治家（+ 1975年）
- 12月15日 - 武藤章、陸軍軍人（+ 1948年）

## 死去
- 1月2日 - ジョージ・ビドル・エアリー、天文学者（* 1801年）
- 1月14日 - アルバート・ヴィクター (クラレンス公)、イギリスの王族（* 1864年）
- 1月21日 - ジョン・クーチ・アダムズ、天文学者・数学者（* 1819年）
- 1月23日 - 植木枝盛、思想家・政治家（* 1857年）
- 1月31日 - チャールズ・ハッドン・スポルジョン、バプテスト派牧師（* 1834年）
- 2月16日 - ヘンリー・ウォルター・ベイツ、博物学者（* 1825年）
- 2月23日 - ルイ・ヴィトン、仏 ルイ・ヴィトン社創業者（* 1821年）
- 3月6日 - エドワーズ・ピアポント、第33代アメリカ合衆国司法長官（* 1817年）
- 3月11日 - アーチボルド・クーパー、化学者（* 1831年）
- 3月13日 - ルートヴィヒ4世 (ヘッセン大公)（* 1837年）
- 3月26日 - ウォルト・ホイットマン、詩人（* 1819年）
- 4月22日 - エドゥアール・ラロ、作曲家（* 1823年）
- 5月5日 - アウグスト・ヴィルヘルム・フォン・ホフマン、化学者（* 1818年）
- 5月29日 - バハーウッラー、バハイ教教祖（* 1817年）
- 5月30日 - ルイス・ラザファード、天文学者（* 1816年）
- 6月9日 - 月岡芳年、浮世絵師（* 1839年）
- 6月13日 - ヨハン・エドゥアルト・エルトマン、哲学者（* 1805年）
- 6月29日 - アメデ・ムーシェ、天文学者（* 1821年）
- 7月12日 - アレクサンダー・カートライト、近代野球のルール考案者（* 1820年）
- 7月20日 - 松井つね、新選組局長近藤勇の正妻（* 1837年）
- 8月18日 - ジュール・ペロー、バレエダンサー・振付師（* 1810年）
- 8月23日 - デオドロ・ダ・フォンセカ、初代ブラジル連邦共和国大統領（* 1823年）
- 9月10日 - 志田林三郎、物理学者・電気工学者（* 1855年）
- 9月17日 - ルドルフ・フォン・イェーリング、法学者（* 1818年）
- 10月6日 - アルフレッド・テニスン、詩人（* 1809年）
- 10月12日 - エルネスト・ルナン、思想家（* 1823年）
- 10月28日 - フェリックス・オットー・デッソフ、指揮者（* 1835年）
- 10月30日 - オリガ・ニコラエヴナ、ヴュルテンベルク王カール1世の妃（* 1822年）
- 11月8日 - ゴットフリード・ワグネル、技術者（* 1831年）
- 11月9日 - ジョージ・スペンサー＝チャーチル (第8代マールバラ公)、イギリスの貴族（* 1844年）
- 11月11日 - 山田顕義、初代司法大臣・日本大学創設者（* 1844年）
- 12月4日 - 大場久八、博徒（* 1814年）
- 12月6日 - ヴェルナー・フォン・ジーメンス、発明家・技術者（* 1816年）
- 12月18日 - リチャード・オーウェン、生物学者（* 1804年）
- 12月20日 - 伊達宗城、政治家・宇和島藩藩主（* 1818年）
- 12月28日 - 山本覚馬、会津藩士・砲術家（* 1828年）